# Somodi Albert
Somodi Albert (Székelycsóka, 1916. május 7. – 1998. július) erdélyi magyar tankönyvszerző, néprajzi gyűjtő.

## Életútja, munkássága
Középiskolai tanulmányait a marosvásárhelyi Református Kollégiumban végezte. Latin–görög szakos tanári oklevelet a kolozsvári egyetemen szerzett. Tanított Kolozsváron, Marosvásárhelyen és Désen, 1952-től nyugdíjazásáig (1978) tanfelügyelő volt Kolozsváron.
Első írása Az én falum címmel jelent meg az Ifjú Erdélyben. Nyelvészeti, módszertani, nevelési cikkeit a Tanügyi Újság és a Gazeta Învăţământului közölte. Latin nyelvkönyvet szerkesztett Szabó Györggyel a VIII. osztály számára (Bukarest, 1959); átdolgozta a IX. osztályos latin tankönyvet a magyar tannyelvű iskolák részére (Bukarest, 1965). Néprajzi gyűjtése Karácsonyi népszokások Székelycsókában címmel az Erdélyi Tudományos Füzetek sorozatában jelent meg (Kolozsvár, 1939).